# Przez ciemne zwierciadło (film)
Przez ciemne zwierciadło to zrealizowana w 2006 roku filmowa adaptacja powieści Philipa K. Dicka pod tym samym tytułem. W roli głównej wystąpił Keanu Reeves, a towarzyszą mu m.in. Winona Ryder i Robert Downey Jr. Cały film przetworzono do postaci filmu animowanego, wykorzystując technikę rotoskopową (zastosowano program Rotoshop).

## Opis fabuły
W środowisku narkomanów popularność zdobył śmiertelnie niebezpieczny, silnie psychoaktywny narkotyk zwany Substancją A pochodzącą z niebieskich kwiatów (w wersji anglojęzycznej Substancja D). Fred, jeden z agentów policji stara się dotrzeć do źródeł, z których pochodzi ten narkotyk. W tym celu obserwuje i infiltruje narkomanów, co zmusza jego samego do zażywania narkotyków. Jednym z efektów działania narkotyku jest specyficzne rozdzielenie osobowości. Na skutek tego, Fred nie zdaje sobie sprawy, że od pewnego momentu obserwuje siebie samego, żyjącego w ich środowisku pod imieniem Bob Arctor.

## Odbiór
Film był zrecenzowany m.in. w „Nowej Fantastyce” 2007/02. 